# Wit Vrecha
Wit Vrecha (zm. 23 stycznia 1809 we Lwowie) – profesor logiki i metafizyki na Uniwersytecie Lwowskim, rektor Uniwersytetu w latach 1787–1788.